# Geldingafoss
Geldingafoss är ett vattenfall i republiken Island.   Det ligger i regionen Norðurland eystra, i den nordöstra delen av landet, 400 km nordost om huvudstaden Reykjavík. 
Terrängen runt Geldingafoss är platt åt nordost, men åt sydväst är den kuperad.  Trakten runt Geldingafoss är nära nog obefolkad, med mindre än två invånare per kvadratkilometer. Närmaste större samhälle är Þórshöfn, 15,9 km nordost om Geldingafoss. Omgivningarna runt Geldingafoss är i huvudsak ett öppet busklandskap.